# Noël au Japon

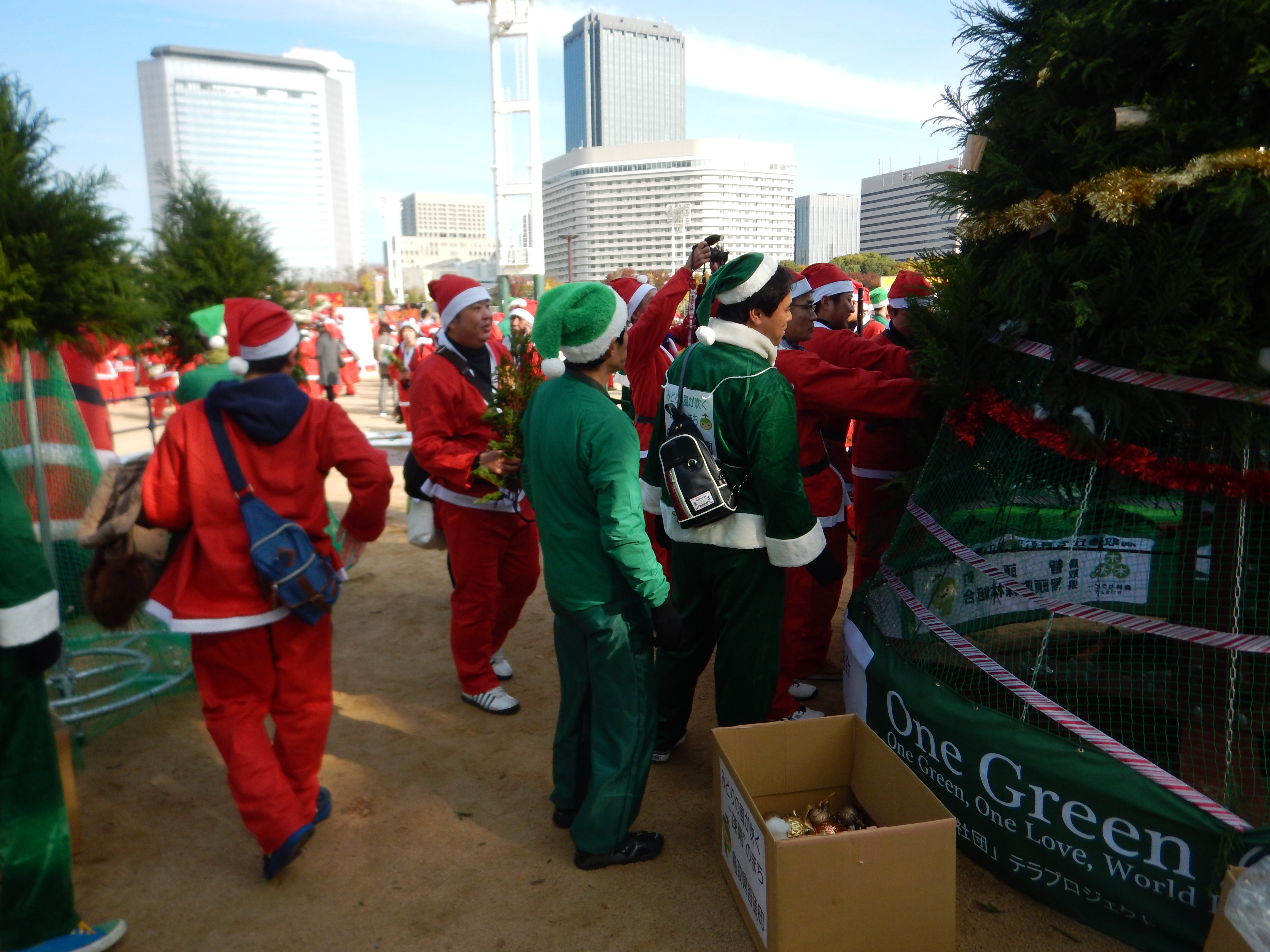
Grande course de Pères Noël à Osaka en 2015

Noël au Japon est une fête moderne en plein développement, mais plus que la naissance du Christ, c'est surtout le mythe de Santa Claus (saint Nicolas) (サンタクロース, Santa Kurōsu, équivalent américain du père Noël) qui est mis en avant. Les Japonais profitent principalement de cette occasion pour se réunir entre amis. Les chrétiens étant peu nombreux au Japon, les célébrations de Noël (クリスマス, Kurisumasu, de l'anglais Christmas) ne revêtent que rarement de véritables aspects religieux.
Avant le milieu du XXe siècle, Noël était nommé kōtansai (降誕祭) ou seitansai (聖誕祭), et le réveillon de Noël seiya (聖夜) et non Christmas Eve (クリスマス・イヴ, Kurisumasu Ivu)[réf. souhaitée]. Le premier symbole de Noël aurait été vu en 1904, quand l’épicerie haut de gamme Meidi-ya dans le quartier de Ginza à Tokyo a exposé un sapin de Noël en vitrine.

## Histoire
Noël est introduit au Japon à partir du XVI, avec l'arrivée du missionnaire chrétien François Xavier sur l'archipel ; la première célébration date de 1552 par Pedro de Alcacova. Durant l'époque Edo, de 1603 à 1868, la persécution des chrétiens au Japon prend de plus en plus de place, menant à la disparition de la fête, excepté pour les kakure kirishitan qui vivent dans la clandestinité.
À partir de l'ère Meiji et la fin de l'isolement japonais, Noël redevient populaire et le Père Noël apparaît dans les journaux dès 1906. La célébration moderne de Noël apparaît après la Seconde Guerre mondiale, avec l'arrivée des missionnaires américains et évolue vers une fête centrée sur la famille et les amis, plutôt qu'une réunion religieuse. La popularisation de Noël s'explique aussi par le miracle économique japonais dans les années 1980 durant lequel les magazines avant-gardistes destinés aux jeunes ont présenté le concept de Noël comme étant un jour romantique.

## Fête romantique et amicale
À la différence des pays occidentaux où l’on se rassemble en famille, les Japonais passent Noël en couple ou entre amis, car c'est pour le Nouvel An que les familles se réunissent au Japon. Par conséquent, c’est le réveillon de Noël qui, plus que Noël lui-même, prend de l’importance. Les couples se retrouvent autour d'un bon repas le soir du réveillon, dans un restaurant plus intimiste. Malgré le prix des menus qui flambe à cette occasion, les restaurants affichent souvent complet. Les amoureux peuvent s’échanger à ce moment des cadeaux. Cependant, comme dans les pays occidentaux, Noël est aussi l'occasion d'offrir des cadeaux aux enfants (surtout aux plus petits).
La fête est également amicale. Des groupes d'amis se retrouvent autour d'un bon repas, au restaurant, ou au karaoké.

## Repas de fête
À défaut de dinde, on consomme plus volontiers lors du réveillon de Noël du poulet, notamment le poulet frit de la chaîne Kentucky Fried Chicken (KFC), qui multiplie ses ventes de cinq à dix en cette période de l'année. Ce succès daterait des années 1970, KFC était alors le seul à proposer les dindes ou poulets entiers recherchés par les Occidentaux vivant au Japon. La pratique est devenue coutume et les Japonais ont fait de leur pays l'un des plus grands marchés pour KFC.
Les Japonais peuvent aussi aller passer le réveillon de Noël dans des restaurants plus classiques, avec leurs enfants ou leurs amis, encore que la pizza soit aussi un plat très apprécié à ce moment de l'année car il permet de partager simplement un repas convivial.
L’autre élément indispensable est le Christmas Cake (クリスマスケーキ, Kurisumasu kēki) ou gâteau de Noël. C’est un gâteau à base de sponge cake recouvert d’une couche de crème Chantilly ou de chocolat. Il peut être décoré avec une petite figurine, généralement un père Noël, des animaux ou un sapin, et peut prendre l'apparence d'un cheesecake ou, selon les boutiques, être préparé avec des fraises, des cerises, des raisins, du chocolat, du sucre, du massepain ou de la crème de marrons.

## Décorations et illuminations

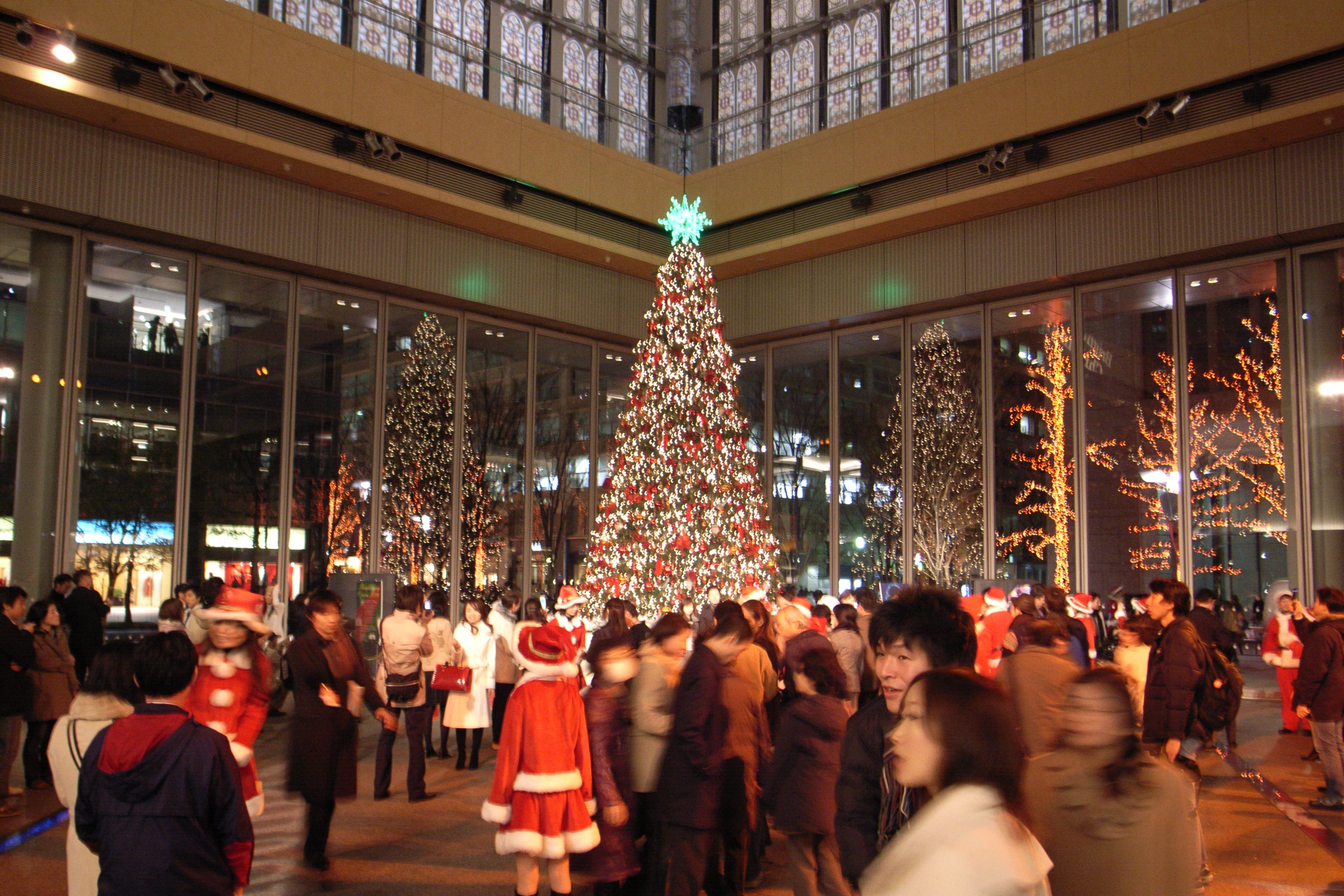
Arbre de Noël à Marunouchi.

La période de Noël est l'occasion pour les villes de se parer de toutes sortes d'illuminations, guirlandes et décorations. On peut y rencontrer des marchés de Noël, avec tout ce qui en fait le charme : vin ou chocolat chaud, friandises, pain d'épice. Les centres commerciaux et les vitrines des magasins se transforment aussi à ce moment de l'année. Les chants de Noël participent également à la fête.
Les illuminations de Tokyo sont très nombreuses, notamment dans les quartiers d'Omotesando, Shibuya, Shinjuku, Roppongi, au Tokyo Dôme ou encore au Yebisu Garden Place. Les Japonais, comme les touristes, aiment à faire le déplacement pour les admirer.
Bien que les Japonais ne décorent pas spécialement leur maison pour célébrer cette fête occidentale, sapins et autres ornements peuvent se retrouver chez certains. Les 100-yen shop contribuent largement à cette petite fantaisie en proposant toutes sortes de produits décoratifs et lumineux pour 100 yens.

## Tokyo Disneyland
Se rendre au parc d'attractions le plus populaire du Japon est aussi devenu une tradition pour certains. Tokyo Disneyland (1983) et Tokyo DisneySea (2001) attirent chaque année des millions de visiteurs et Noël est, comme dans les autres parcs Disney, une période très riche en événements, parades, spectacles et décorations. C'est aussi un moyen pour les Japonais d'approcher Noël à travers la culture américaine et ses personnages les plus populaires.